# Thymus schimperi
Thymus schimperi — вид рослин родини глухокропивові (Lamiaceae), ендемік ефіопського високогір'я (Еритрея, Ефіопія). Має цілі листові пластини.

## Поширення
Ендемік ефіопського високогір'я (Еритрея, Ефіопія).